# Рейес, Эдарлин
Эдарлин Рейес Уренья (исп. Edarlyn Reyes Ureña; род. 30 сентября 1997, Эрманас-Мирабаль) — доминиканский футболист, полузащитник тульского «Арсенала» и сборной Доминиканской Республики.

## Клубная карьера
1 января 2021 года перешёл в боливийский клуб «Реал Санта-Крус». 28 марта 2021 года в матче против клуба «Хорхе Вильстерманн» дебютировал в чемпионате Боливии.
1 января 2022 года стал игроком эмиратского клуба «Эмирейтс». 2 февраля 2022 года в матче против клуба «Шабаб Аль-Ахли» дебютировал в чемпионате ОАЭ.
8 июля 2024 года подписал контракт с клубом «Елимай». 13 июля 2024 года в матче против клуба «Кайсар» дебютировал в чемпионате Казахстана.

## Карьера в сборной
13 октября 2018 года дебютировал за сборную Доминиканской Республики в матче против сборной Каймановых островов (3:0).

## Клубная статистика
| Игровая карьера | Игровая карьера | Игровая карьера | Лига | Лига | Кубок | Кубок | Межд. | Межд. | Др. | Др. |
| --------------- | --------------- | --------------- | ---- | ---- | ----- | ----- | ----- | ----- | --- | --- |
| 2021            | Реал Санта-Крус | А               | 28   | 14   | —     | —     | —     | —     | —   | —   |
| 2021/22         | Эмирейтс        | А               | 8    | 1    | —     | —     | —     | —     | —   | —   |
| 2022            | Олвейс Реди     | А               | 20   | 3    | —     | —     | —     | —     | —   | —   |
| 2023            | Олвейс Реди     | А               | 21   | 3    | 6     | 5     | 2     | 1     | —   | —   |
| 2024            | Елимай          | А               | 12   | 2    | 3     | 0     | —     | —     | —   | —   |